# بركان فويغو

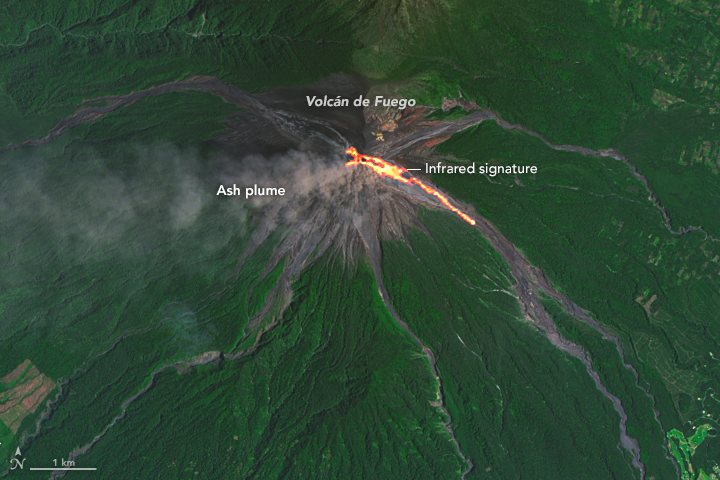
صورة من الأقمار الصناعية لتدفق الحمم البركانية من بركان فويغو عام 2016

بركان فويغو (بالإسبانية: Volcán de Fuego)‏ هو بركان طبقي نشط في غواتيمالا وذلك على حدود المناطق الأدارية: تشيمالتينانغو وإسكوينتلا وساكاتيبيكيز، حيث يتواجد على بعد 16 كيلومتر (9.9 ميل) من الجانب الغربي لمدينة أنتيغوا غواتيمالا التي تعتبر إحدى أشهر الوجهات السياحية في غواتيمالا. ثار البركان مرارا منذ الإستعمار الإسباني ومؤخرا في شهر يونيو من عام 2018.

## الوصف
يشتهر بركان «فويغو» بكونه نشط غالباً على مستوى منخفض، حيث تحدث فورات الغاز الصغيرة وتناثر الرماد كل 15 إلى 20 دقيقة، ولكن الفورات الكبيرة تعتبر نادرة. الترجمة الحرفية لأسم البركان «Volcán de Fuego» هي بركان النار.
برتبط هذا البركان مع بركان أكاتينانغو وتعرف هذه المجموعة بأسم «لا هوركويته: La Horqueta». الدورة الأحدث لفوران البركان بدأت في 19 مايو 2012 مع تدفق للحمم البركانية وتطاير للرماد حيث استمرت حتى يناير 2016.

## ثوران يونيو 2018
ثار البركان في ظهيرة يوم الأحد الثالث من يونيو، حيث قُتل مايقارب 85 شخصاً، ويشمل ذلك أطفال وضابط في وحدة الكوارث، وبسبب شدة الحرارة والحروق في الجُثث فإن عمليات التعرف على هوياتها سيتم عبر الحمض النووي وطرق في علم الإنسان.
وبحسب الترجيحات فإن 300 شخصاً أضحوا جرحى من البركان وعلى الأقل 200 شخصاً آخرين تم الإبلاغ عنهم كمفقودين بسبب أنقاض البركان وحممه التي دفنت بعض الطرق والقرى.

## معرض

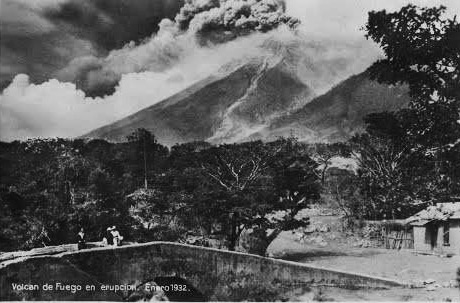
ثوران عام 1932
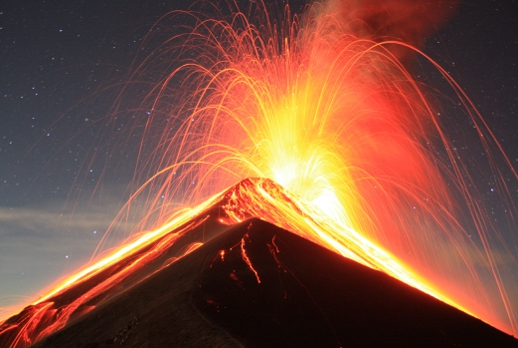
ثوران 2013
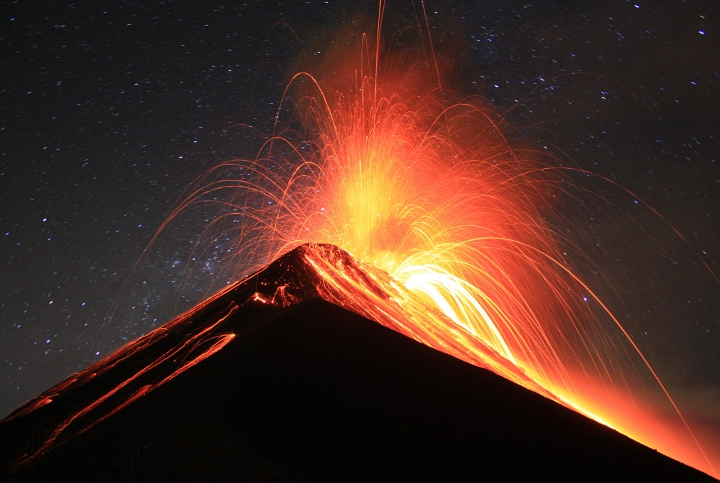
2013
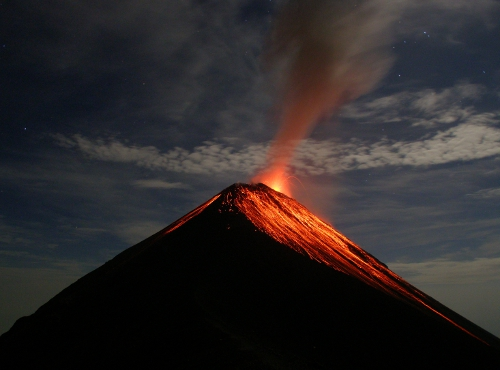
ثورة 2011
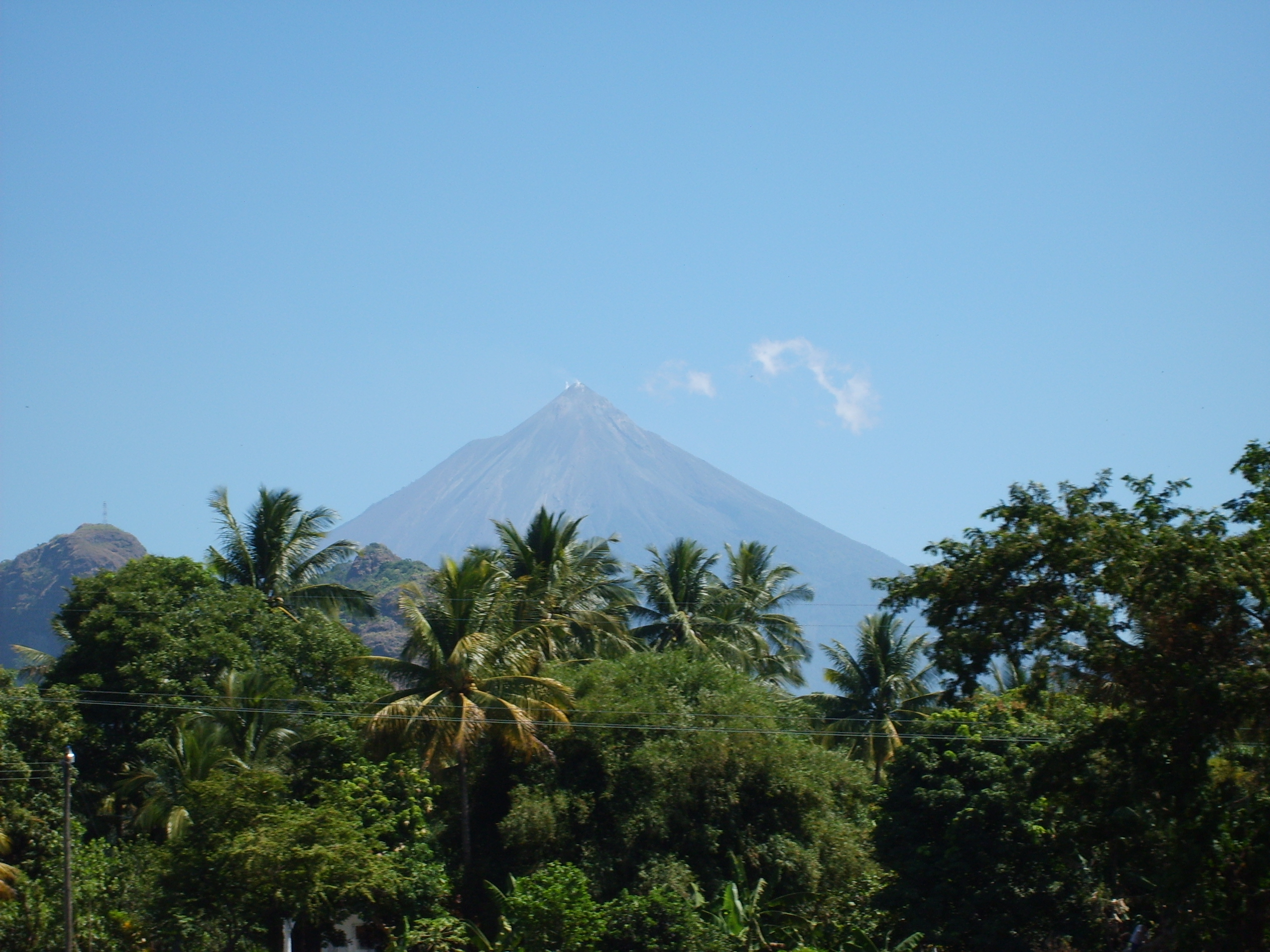
2007
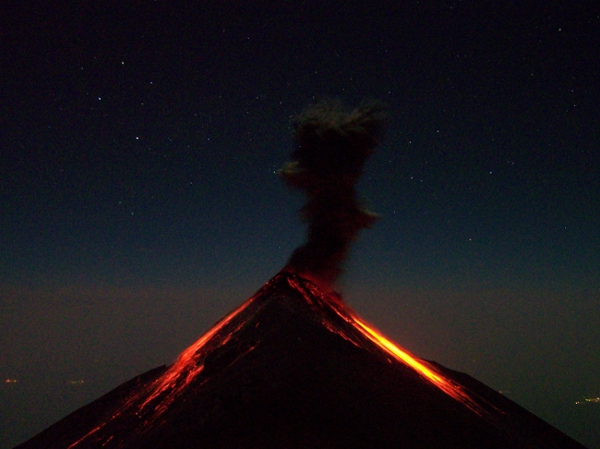
فويغو من أكاتينانغو، 2006
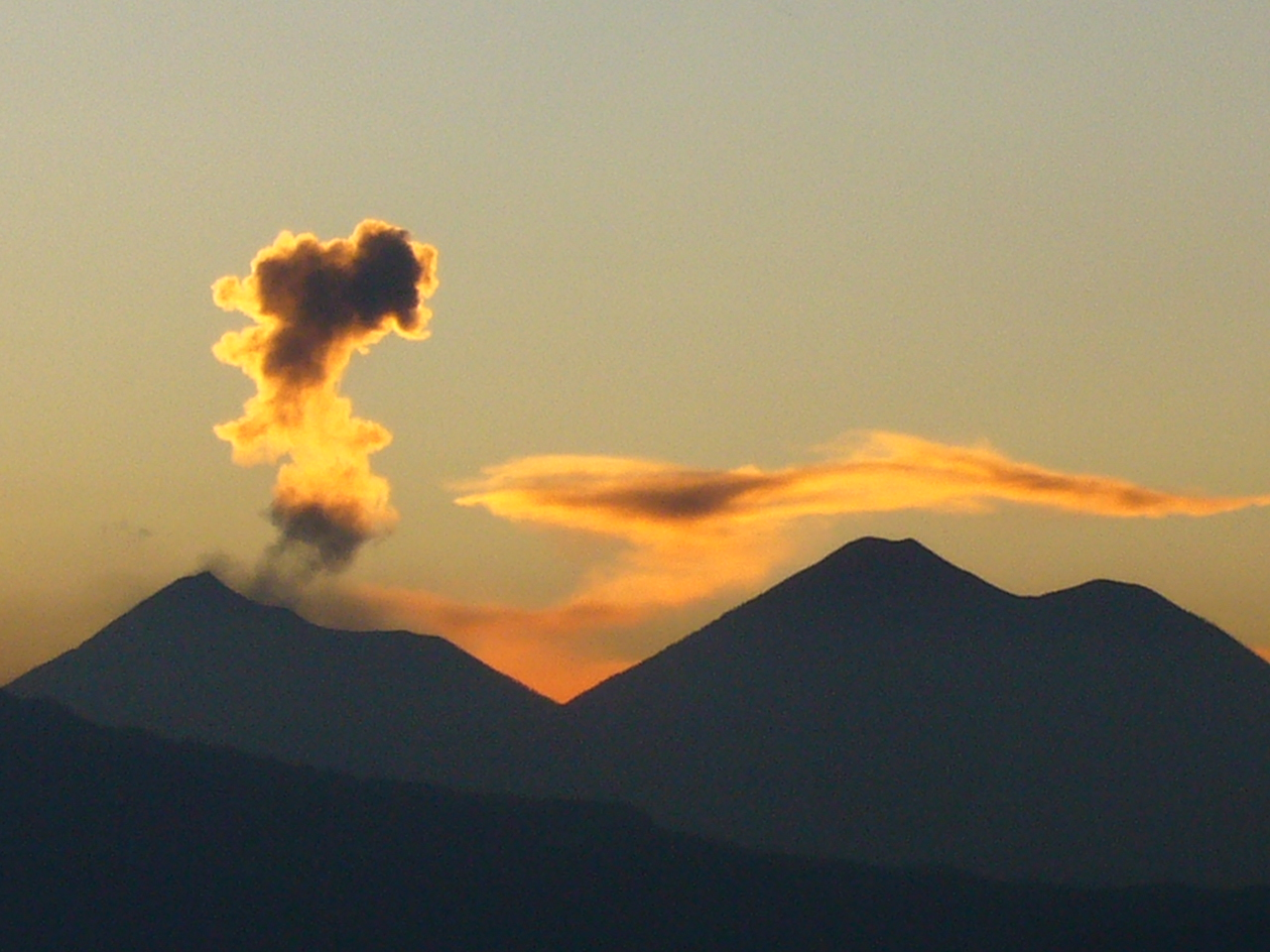
أبخرة فويغو (يسار) و بركان أكاتينانغو في 2009
عرض ثلاثي أبعاد